# Wybory prezydenckie w Stanach Zjednoczonych w Dystrykcie Kolumbii w 2012 roku
Wybory prezydenckie w Stanach Zjednoczonych w Dystrykcie Kolumbii w 2012 roku – odbyły się 6 listopada 2012, jako część 57. wyborów prezydenckich, w których wzięło udział wszystkie 50 stanów oraz Dystrykt Kolumbii.
Wyborcy w dystrykcie wybrali elektorów, aby reprezentowali ich w głosowaniu powszechnym w kolegium elektorskim. W Dystrykcie wygrał ówczesny prezydencki tandem z Partii Demokratycznej Barack Obama – prezydent i Joe Biden – wiceprezydent. Pokonał on republikański duet Mitta Romneya – byłego gubernatora Massachusetts oraz kongresmena Paula Ryana. Obama i Biden zdobyli dystrykt z wynikiem 90,9% głosów powszechnych oraz 7,3% głosów powszechnych dla Romneya i Ryana, tj. 3 głosy elektorskie dla kandydatów demokratów, a 0 dla drużyny republikańskiej.
| 2008← 6 XI 2012 →2016 |                                                                                     |                                                                                       |
| --- | ----------------------------------------------------------------------------------- | ------------------------------------------------------------------------------------- |
| - Kandydat na prezydenta - Partia polityczna - Stan macierzysty - Kandydat na wiceprezydenta - Głosy elektorskie - Głosy powszechne - Wyniki procentowe | - Barack Obama - Partia Demokratyczna - Illinois - Joe Biden - 3 - 267 070 - 90,91% | - Mitt Romney - Partia Republikańska - Massachusetts - Paul Ryan - 0 - 21 381 - 7,28% |